# Úhrnný trest
Úhrnný trest soud uloží v případě, že pachatele odsuzuje za dva nebo více trestných činů. Délka trvání úhrnného trestu se určuje podle trestní sazby nejpřísněji trestného činu. Pokud jsou spodní hranice trestů za spáchané činy různé, použije se jako dolní hranice úhrnného trestu nejvyšší z nich. 